# Autobahnkreuz Hagen
Das Autobahnkreuz Hagen (Abkürzung: AK Hagen; Kurzform: Kreuz Hagen) ist ein Autobahnkreuz in Nordrhein-Westfalen in der Metropolregion Rhein-Ruhr. Es verbindet die Bundesautobahn 45 (Sauerlandlinie; E 41) mit der Bundesautobahn 46 (Heinsberg – Olsberg).

## Geografie
Das Autobahnkreuz liegt auf dem Stadtgebiet von Hagen. Nächstgelegene Stadtteile sind Berchum, Bissingheim, Emst, Eppenhausen, Halden, Haßley und Herbeck. Es befindet sich etwa 4 km östlich der Hagener Innenstadt, etwa 12 km westlich von Iserlohn und etwa 15 km südlich von Dortmund.
Für den Bau wurde Ende der 1960er die Lennestraße, die von Halden zur Donnerkuhle führte, geteilt. Der südliche Teil ist heute die Kumbruchstraße.
Das Autobahnkreuz Hagen trägt auf der A 45 die Anschlussstellennummer 11, auf der A 46 die Nummer 42.

## Bauform und Ausbauzustand
Die A 45 ist in Fahrtrichtung Frankfurt aufgrund hoher Verkehrsbelastung dreispurig ausgebaut worden, in der Gegenrichtung ist die A 45 zweispurig. Die A 46 ist vierspurig ausgebaut. Die indirekten Verbindungsrampen sind einspurig ausgeführt, die direkten zweispurig.
Das Autobahnkreuz wurde als Kleeblatt angelegt.

## Verkehrsaufkommen
Das Kreuz wird täglich von rund 117.000 Fahrzeugen befahren.
| Von                       | Nach                         | Durchschnittliche tägliche Verkehrsstärke | Anteil Schwerlastverkehr |
| ------------------------- | ---------------------------- | ----------------------------------------- | ------------------------ |
| AS Schwerte-Ergste (A 45) | AK Hagen                     | 87.900                                    | 13,8 %                   |
| AK Hagen                  | AS Hagen-Süd (A 45)          | 77.000                                    | 15,4 %                   |
| Autobahnende (A 46)       | AK Hagen                     | 23.000 (Zahl aus dem Jahr 2010)           | 03,4 %                   |
| AK Hagen                  | AS Hagen-Hohenlimburg (A 46) | 46.600                                    | 07,2 %                   |